# Alness
Alness är en ort i Storbritannien.   Den ligger i kommunen Highland och riksdelen Skottland, i den norra delen av landet, 700 km norr om huvudstaden London. Alness ligger 26 meter över havet och antalet invånare är 4 921.
Terrängen runt Alness är kuperad västerut, men österut är den platt. Alness ligger nere i en dal. Runt Alness är det ganska glesbefolkat, med 22 invånare per kvadratkilometer. Närmaste större samhälle är Dingwall, 15,1 km sydväst om Alness. 